# Buprestis decora
Buprestis decora är en skalbaggsart som beskrevs av Fabricius 1775. Buprestis decora ingår i släktet Buprestis och familjen praktbaggar. Inga underarter finns listade i Catalogue of Life.